# Haplophthalmus hungaricus
Haplophthalmus hungaricus är en kräftdjursart som beskrevs av Kesselyak1930. Haplophthalmus hungaricus ingår i släktet Haplophthalmus och familjen Trichoniscidae. Inga underarter finns listade i Catalogue of Life.